# Trollplutten
Trollplutten är en sjö i Strömsunds kommun i Jämtland och ingår i Ångermanälvens huvudavrinningsområde. Sjön har en area på 0,0347 kvadratkilometer och ligger 579,2 meter över havet. Trollplutten ligger i Gråberget-Hotagsfjällen Natura 2000-område.

## Delavrinningsområde
Trollplutten ingår i det delavrinningsområde (712750-143757) som SMHI kallar för Utloppet av Stortjärn. Medelhöjden är 610 meter över havet och ytan är 2,69 kvadratkilometer. Det finns inga avrinningsområden uppströms utan avrinningsområdet är högsta punkten. Vattendraget som avvattnar avrinningsområdet har biflödesordning 5, vilket innebär att vattnet flödar genom totalt 5 vattendrag innan det når havet efter 313 kilometer. Avrinningsområdet består mestadels av skog (75 procent) och sankmarker (20 procent). Avrinningsområdet har 0,15 kvadratkilometer vattenytor vilket ger det en sjöprocent på 5,6 procent.